# Destruction Derby Arenas
Destruction Derby Arenas è un simulatore di guida per PlayStation 2. È stato sviluppato da Studio 33 e pubblicato da Gathering of Developers nel 2004, è il quarto capitolo della serie Destruction Derby.

## Accoglienza
| Testata                             | Giudizio |
| ----------------------------------- | -------- |
| Metacritic (media al 6 agosto 2020) | 57/100   |
| GameSpot                            | 6.2/10   |
| IGN                                 | 4.5/10   |

Destruction Derby Arenas ha ricevuto recensioni piuttosto contrastanti come ha riferito dal sito aggregatore di recensioni Metacritic. IGN sostenne che il gioco valesse un'ora o due ore di gioco grazie alle sue meccaniche legate agli incidenti stradali, perdendo quindi rapidamente valore senza di essi. GameSpot ha ritenuto che la modalità online fosse una ragione per noleggiare il gioco per i fan del genere, ma che il gioco nella sua completezza non ne avrebbe giustificato il suo costo.